# 287号美国国道
287号美国国道（英語：U.S. Route 287）是一条南北走向的美國國道，全长1,791英里（2,882）途径得克萨斯州沃思堡和阿馬里洛、科罗拉多州科林斯堡和怀俄明州拉勒米。